# Claude Marc Antoine d'Apchon de Corgenon

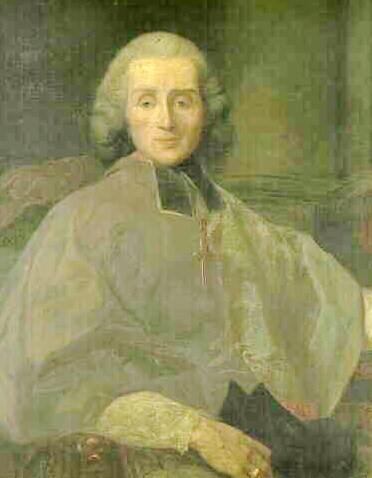
Bisschop d'Apchon de Corgenon

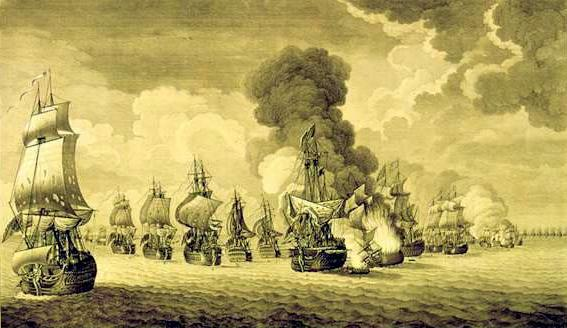
D'Apchon nam deel aan de zeeslag van Toulon (1744)

Claude Marc Antoine d'Apchon de Corgenon (Montbrison, 5 juni 1721 – Parijs, 21 mei 1783) was een Franse vlootofficier en prelaat in de 18e eeuw. Hij was bisschop van Dijon (1755-1776) en aartsbisschop van Auch (1776-1783).

## Levensloop
Apchon was afkomstig uit het graafschap Forez. Hij nam dienst in de vloot van de koning van Frankrijk en voer naar Noord-Afrika en Constantinopel. Hij nam deel aan de Zeeslag bij Toulon (1744), ook bekend in Frankrijk als de zeeslag nabij Kaap Sicié. Dit was een Frans-Spaanse overwinning op de Britten tijdens de Oostenrijkse Successieoorlog.
Later studeerde hij voor priester. Kort nadien, in 1755, wijdde kardinaal de La Rochefoucauld de Roye hem tot bisschop van Dijon. Apchon was toen 34 jaar oud. Anekdotisch in Dijon is het verhaal waarin twee kinderen vast zaten in een woningbrand. Apchon bood 100 muntstukken aan omstaanders om de kinderen te bevrijden doch niemand deed dit. Hij bood dan 200 muntstukken aan, doch niemand was bereid hen te redden. Dan liep hij zelf in het huis, haalde de kinderen naar buiten en riep dat hij de geldstukken verdiend had. Hij schonk ze aan de familie van de kinderen.
In 1776 werd Apchon bevorderd tot aartsbisschop van Auch. Een deel van de kerkelijke opbrengsten schonk hij aan de boeren die belangrijke verliezen hadden door veesterfte. 
Hij stierf in 1783 in Parijs, waar hij een arts bezocht nadat zijn gezondheidstoestand achteruit ging. In zijn testament waren er schenkingen voor zijn familie alsook voor de armen in Auch.
- Bibliothèque nationale de France: cb16296841f (data)
- Gemeinsame Normdatei: 130802859
- International Standard Name Identifier: 0000 0000 1652 9380
- Virtual International Authority File: 42952715
- WorldCat: E39PBJvRRxtyCwgR34d9RRRqcP